# Circus Maximus (jeu)
 (septembre 2024).
Si vous disposez d'ouvrages ou d'articles de référence ou si vous connaissez des sites web de qualité traitant du thème abordé ici, merci de compléter l'article en donnant les références utiles à sa vérifiabilité et en les liant à la section « Notes et références ».
Pour les articles homonymes, voir Circus Maximus (homonymie).
Circus Maximus est un jeu de société créé par Michael Matheny et publié chez l'éditeur Avalon Hill
C'est une simulation tactique de course de chars dans la Rome antique.
C'est une simulation relativement cohérente historiquement des courses de char. L'idée des auteurs, développeurs et testeurs étaient de permettre aux gens de ressentir les conditions réelles, mais cela transforme ce jeu en quelque chose de plus proche du wargame (une page de tableaux et plus de 10 pages de règles pour la version simple) que du jeu de société.
Selon les caractéristiques de son équipage (4 chevaux), de son conducteur et de son char, ainsi que selon ses choix tactiques (utiliser le fouet, changer de couloir, aller plus ou moins vite), et selon le résultat des dés, le joueur va ou non atteindre la ligne d'arrivée après trois tours.

## Réception
Le jeu a été nommé au 1980 Charles S. Roberts Best Pre-Twentieth Century Game.
Il fait partie des jeux retenus dans Hobby Games: The 100 Best.